# Josef Macur
Josef Macur (5. července 1928 Mistřín – 15. března 2002 Brno) byl český procesualista druhé poloviny 20. století a děkan Právnické fakulty Univerzity Jana Evangelisty Purkyně v Brně v letech 1973–1984.

## Život
Narodil se na Slovácku, měl dva mladší bratry, Milana a Petra, a jeho otec Josef i matka Františka byli oba učitelé. Celý život měl kladný vztah k hudbě, hrál např. na klavír, kytaru nebo akordeon a získal i několik ocenění. Později jako pedagog na právnické fakultě proslul i hrou na cimbál. Po absolvování hodonínského gymnázia začal studovat na brněnské právnické fakultě, která však byla zrušena, studia práv tak dokončil roku 1951 v Bratislavě. Jeho učiteli byli např. František Weyr a Štefan Luby. Po ukončení studia pracoval jako podnikový právník Jihomoravské armaturky v Hodoníně a roku 1953 se oženil s učitelkou Annou Rychlíkovou, se kterou pak měl dcery Hanu a Michaelu a syna Jiřího. V roce 1956 se rozhodl jít do justice, pracoval jako soudce u trenčínského okresního soudu a později jako předseda odvolacího senátu u Krajského soudu v Bratislavě, od roku 1970 ale u něj převážil zájem o vědeckou práci. Odešel proto na znovuobnovenou právnickou fakultu v Brně, kde zůstal až do důchodu.
Byl jejím dlouholetým děkanem a vedoucím katedry občanského práva, kde se hned v roce 1971 habilitoval a o osm let později se stal profesorem, téhož roku získal vědeckou hodnost doktora věd. I v době před rokem 1989 usiloval o vysokou odbornou úroveň fakulty a jeho publikační činnost mohla být příkladem; i přes tehdy nutné marxistické ladění seznamovaly jeho práce s tvorbou předních evropských procesualistů a nebál se např. obhajovat v té době politicky nepopulární správní soudnictví. Jeho přednášky byly hojně navštěvovány a také se pravidelně zúčastňoval soutěží SVOČ (studentské vědecké odborné činnosti). Celý život se zajímal o filosofii a prosazoval systémově-strukturní přístup k právu; později reagoval i na nástup postmodernismu. V roce 1990, nespokojen s porevolučními změnami na fakultě, odešel do důchodu. Poté se soukromě věnoval vědecké práci a vydal zásadní díla novodobé české procesualistiky. V roce 1998 obdržel z rukou předsedy Jednoty českých právníků Otakara Motejla stříbrnou Randovu medaili za zásluhu o významný rozvoj české právní vědy.
Měl velký přehled o platném procesním právu i o právní teorii v zahraničí. Ve svém díle se pohybuje v prostředí evropských i světových procesualistů, jejichž myšlenky tvůrčím způsobem rozvinul. Byl právním teoretikem v pravém smyslu, jeho práce se mohou zdát (na první pohled) složité; jejich určitým nedostatkem je, že nejsou vybaveny rejstříkem. Přesto představují základ česky psané vědy občanského práva procesního.
Je pohřben na Ústředním hřbitově v Brně.

## Dílo
16 knih a více než 100 článků:
- Základní otázky právní moci civilních soudních rozhodnutí (UJEP, Brno 1972)
- Správní soudnictví (MU, Brno 1986)
- Povinnost a odpovědnost v občanském právu procesním (MU, Brno 1991)
- Správní soudnictví a jeho uplatnění v současné době (MU, Brno 1992)
- Právo procesní a právo hmotné (MU, Brno 1993)
- Problémy vzájemného vztahu práva procesního a hmotného (MU, Brno 1993)
- Důkazní břemeno v civilním soudním řízení (MU, Brno 1995)
- Dělení důkazního břemena v civilním soudním sporu (MU, Brno 1996)
- Zásada projednací v civilním soudním řízení (MU, Brno 1997)
- Kurs občanského práva procesního: exekuční právo (C. H. Beck, Praha 1998)
- Kompenzace informačního deficitu procesní strany v civilním soudním sporu (MU, Brno 2000)
- Postmodernismus a zjišťování skutkového stavu v civilním soudním řízení (MU, Brno 2001)
- Předmět sporu v civilním soudním řízení (MU, Brno 2002)